# Thailand Open 2007
Die Thailand Open 2007 im Badminton fanden in Bangkok vom 3. bis 8. Juli 2007 statt.

## Austragungsort
- Nimibutr National Stadium

## Sieger und Platzierte
| Disziplin    | Gold                     | Silber                     | Bronze                                  |
| ------------ | ------------------------ | -------------------------- | --------------------------------------- |
| Herreneinzel | Chen Hong                | Boonsak Ponsana            | Chen Jin                                |
| Herreneinzel | Chen Hong                | Boonsak Ponsana            | Ng Wei                                  |
| Dameneinzel  | Zhu Lin                  | Zhou Mi                    | Pi Hongyan                              |
| Dameneinzel  | Zhu Lin                  | Zhou Mi                    | Xing Aiying                             |
| Herrendoppel | Lee Jae-jin Hwang Ji-man | Jung Jae-sung Lee Yong-dae | Gan Teik Chai Lin Woon Fui              |
| Herrendoppel | Lee Jae-jin Hwang Ji-man | Jung Jae-sung Lee Yong-dae | Tesana Panvisavas Sudket Prapakamol     |
| Damendoppel  | Gao Ling Huang Sui       | Du Jing Yu Yang            | Lee Kyung-won Lee Hyo-jung              |
| Damendoppel  | Gao Ling Huang Sui       | Du Jing Yu Yang            | Chien Yu-chin Cheng Wen-hsing           |
| Mixed        | He Hanbin Yu Yang        | Han Sang-hoon Hwang Yu-mi  | Sudket Prapakamol Saralee Thungthongkam |
| Mixed        | He Hanbin Yu Yang        | Han Sang-hoon Hwang Yu-mi  | Thomas Laybourn Kamilla Rytter Juhl     |

## Finalergebnisse
| Disziplin    | Sieger                   | Finalist                   | Ergebnis            |
| ------------ | ------------------------ | -------------------------- | ------------------- |
| Herreneinzel | Chen Hong                | Boonsak Ponsana            | 21–14, 11–21, 23–21 |
| Dameneinzel  | Zhu Lin                  | Zhou Mi                    | 20–22, 21–5, 21–4   |
| Herrendoppel | Lee Jae-jin Hwang Ji-man | Jung Jae-sung Lee Yong-dae | 21–19, 19–21, 21–9  |
| Damendoppel  | Gao Ling Huang Sui       | Du Jing Yu Yang            | walkover            |
| Mixed        | He Hanbin Yu Yang        | Han Sang-hoon Hwang Yu-mi  | 21–12, 21–14        |